# Gravity Kills
Gravity Kills ist eine US-amerikanische Industrial-Rock-Band, die ihre Wurzeln in St. Louis, Missouri hat.

## Bandgeschichte
1994 wurde die Band als Quartett von Sänger Jeff Scheel, Keyboarder Doug Firley, Gitarrist Matt Dudenhoeffer und Schlagzeuger Kurt Kerns gegründet.
Das erste Lied Guilty (als Demoaufnahme an die regionale Radiostation KPNT in St. Louis gesendet) wurde schnell zum Erfolg bei lokalen Radiostationen, daraufhin unterschrieb die Band einen Vertrag beim New Yorker Label TVT Records. Das Stück war ebenfalls Teil des Soundtracks zum Thriller Se7en mit Brad Pitt. Weitere Lieder der Band finden sich u. a. auf den Soundtracks zu den Filmen Mortal Kombat, Flucht aus L.A. und Kissing a Fool – Zwei Männer, eine Frau und eine Hochzeit.
1996 erschien das erste Album der Band, welches man nach der Band Gravity Kills nannte. Auf Guilty fiel die Wahl für die erste Singleauskopplung und man konnte den Erfolg, den man im Lokalradio erzielte landesweit fortsetzen.
Vom ersten Album wurden als weitere Singles Enough, Down und Blame veröffentlicht.
Das zweite Album Perversion wurde im Juni 1998 veröffentlicht, dabei unterschied sich dieses Album stilistisch vom Ersten. Falling und Alive wurden für Perversion als Singleauskopplungen vorgesehen.
Die Alben der Band wurden auch weltweit veröffentlicht, außerdem steuerte sie den Soundtrack zum Videospiel Test Drive Off-Road bei.
Schlagzeuger Kurt Kerns verließ die Band im August 1999, um sich anderen Aufgaben zu widmen. Zu diesem Zeitpunkt beendete die Band ihren Vertrag mit TVT Records und unterschrieb bei Sanctuary Records.
Ihr erstes Album dort und auch gleichzeitig das erste Album seit dem Ausstiegs Kerns, wurde im März 2002 veröffentlicht und hieß Superstarved, mit One Thing, Love, Sex and Money und Personal Jesus als Singleauskopplungen. Die Band löste sich nach der Superstarved-Tour auf.
Im Oktober 2005 kam die Band für ein Reunion-Konzert in St. Louis in der Originalbesetzung zusammen.
Am 20. Oktober 2009 verkündete die Band auf ihrem damaligen offiziellen MySpace-Profil die Wiedervereinigung und dass an neuem Material gearbeitet wird. Bis heute erschien allerdings nur der Song Beg and Borrow als Piano-Version auf SoundCloud.

## Diskografie

### Studioalben
| Jahr | Titel         | Höchstplatzierung, Gesamtwochen, AuszeichnungChartplatzierungen (Jahr, Titel, Platzierungen, Wochen, Auszeichnungen, Anmerkungen) | Höchstplatzierung, Gesamtwochen, AuszeichnungChartplatzierungen (Jahr, Titel, Platzierungen, Wochen, Auszeichnungen, Anmerkungen) | Anmerkungen                        |
| Jahr | Titel         | UK | US | Anmerkungen                        |
| ---- | ------------- | --- | --- | ---------------------------------- |
| 1996 | Gravity Kills | — | US89 (25 Wo.)US | Erstveröffentlichung: 5. März 1996 |
| 1998 | Perversion    | — | US107 (4 Wo.)US | Erstveröffentlichung: 9. Juni 1998 |

Weitere Veröffentlichungen
- 1997: Manipulated
- 2002: Superstarved

### Singles
| Jahr | Titel Album          | Höchstplatzierung, Gesamtwochen, AuszeichnungChartplatzierungen (Jahr, Titel, Album, Platzierungen, Wochen, Auszeichnungen, Anmerkungen) | Höchstplatzierung, Gesamtwochen, AuszeichnungChartplatzierungen (Jahr, Titel, Album, Platzierungen, Wochen, Auszeichnungen, Anmerkungen) | Anmerkungen                        |
| Jahr | Titel Album          | UK | US | Anmerkungen                        |
| ---- | -------------------- | --- | --- | ---------------------------------- |
| 1996 | Guilty Gravity Kills | UK77 (1 Wo.)UK | US86 (20 Wo.)US | Erstveröffentlichung: Februar 1996 |
| 1996 | Enough Gravity Kills | UK98 (1 Wo.)UK | — | Erstveröffentlichung: 1996         |